# Kalinek błękitny
Kalinek błękitny (Callinectes sapidus), nazywany też krabem błękitnym lub niebieskim – gatunek kraba występujący w zachodniej części Oceanu Atlantyckiego i w Zatoce Meksykańskiej, zawleczony do Japonii i Europy.
Ubarwienie i wygląd
Ma oliwkowo-zielono-białą skorupę, a jego nazwę zawdzięcza niebieskim odnóżom. Posiada głowotułów, odwłok, parę szczypiec, 3 pary odnóży krocznych oraz szczątki ostatniej pary odnóży, które uformowały się w "wiosła".
Rozmiar
Szerokość skorupy jest zazwyczaj 2 razy większa niż jej długość.
Sposób poruszania się
Porusza się bokiem. Dobrze pływa.
Zachowanie
Szczypiec używa tylko w obronie własnej lub gdy ktoś chce mu zabrać pokarm.
Występowanie
Jest dominującym drapieżnikiem w ujściach rzek, lagunach i nabrzeżnych siedliskach zachodniego Atlantyku i Zatoki Meksykańskiej.
Znaczenie gospodarcze
Gatunek o dużym znaczeniu użytkowym, jeden z najważniejszych gospodarczo gatunków krabów.
Nazwa
calli- znaczy piękny (stgr. κάλλος (kállos) – piękno, stgr. καλός (kalós) – piękny), nectes (stgr. νηκτης (nēktēs)) – pływak, a łac. sapidus – smaczny.